# The Reminder
The Reminder är Leslie Feist tredje studioalbum, släppt den 23 april 2007.
Låten "1234" fick stor uppmärksamhet genom medverkan i en iPod Nano-reklam för Apple. Albumet blev det mest sålda år 2007 på iTunes Store.

## Låtlista
Samtliga låtar är skriva av Feist, om inget annat är angett. 
1. "So Sorry" (Feist, Dominic "Mocky" Salole) – 3:12
2. "I Feel It All" – 3:39
3. "My Moon My Man" (Feist, Jason "Gonzales" Charles Beck) – 3:48
4. "The Park" – 4:34
5. "The Water" (Feist, Brendan Canning) – 4:46
6. "Sea Lion Woman" (Feist, George Bass, Nina Simone) – 3:39
7. "Past in Present" – 2:54
8. "The Limit to Your Love" (Feist, Jason "Gonzales" Charles Beck) – 4:21
9. "1234" (Seltmann, Feist) – 3:03
10. "Brandy Alexander" (Feist, Ron Sexsmith) – 3:36
11. "Intuition" – 4:36
12. "Honey Honey" – 3:27
13. "How My Heart Behaves" (Feist, Eirik Glambek Bøe) – 4:26